# Carduncellus hispanicus
Carduncellus hispanicus, coneguda popularment com a card de l'Atles, és una espècie de la família de les Asteràcies, endèmica del Marroc. Va ser nomenat per Linné en 1753 (Species Plantarum, vol.2, p. 830)  i la seva descripció ampliada aGenera Plantarum de 1754. Traduït el nom Carthamus, llatinitzat de l'àrab «Kârtum», arrel semítica que significa «tint», en referència a les seves qualitats.

## Descripció
Arbust molt punxant i espinós, més o menys perennifoli, hermafrodita, d'1,5 - 2 metres d'alçada.

### Port
El port és erecte, amb el tronc ben definit o amb freqüència, ben ramificat des de la base prenent formes quasi hemiesfèriques. Les branques són rectes i fortament estriades, amb l'escorça verdosa-grisenca.

### Fulles
Són alternes, de dos formes molt diferents: unes són sempre solitàries, llargues linears, rígides i espinescens, enteres o amb dos petits lòbuls espiniformes en la base. Són verdes i a l'assecar-se es tornen blanquinoses i persisteixen sobre la planta diversos anys. L'altre tipus de fulla neixen solitàries i d'elles en creixeran nous branquillos, aquestes fulles són més aviat oblongues, no espinescents ni rígides, són caduques i es desprenen de la planta a l'assecar-se cauen.

### Inflorescència
Es presenta en un capítols solitari axil·lar i terminal. Estretament ovalat, rodejat a la base per bràctees molt semblants a les primeres fulles espinescents, les altres bràctees no són espinescents com a les dues espècies del mateix gènere: Phonus arborescens (L.) i Phonus riphaeus (Font -Quer & Pau).

#### Flors
Són de color groc, tubulars, regulars, sense lígules i sobresurten molt per sobre de les bràctees.

### Fruit
És un petit aqueni oval-subtetragonal amb un vil·là amb un plomall violacis perennes.